# Petr Málek
Pour les articles homonymes, voir Málek.
Petr Málek, né le 26 novembre 1961 à Moravský Krumlov (Tchécoslovaquie) et mort le 30 novembre 2019 à Koweït (Koweït), est un tireur sportif tchèque.

## Carrière

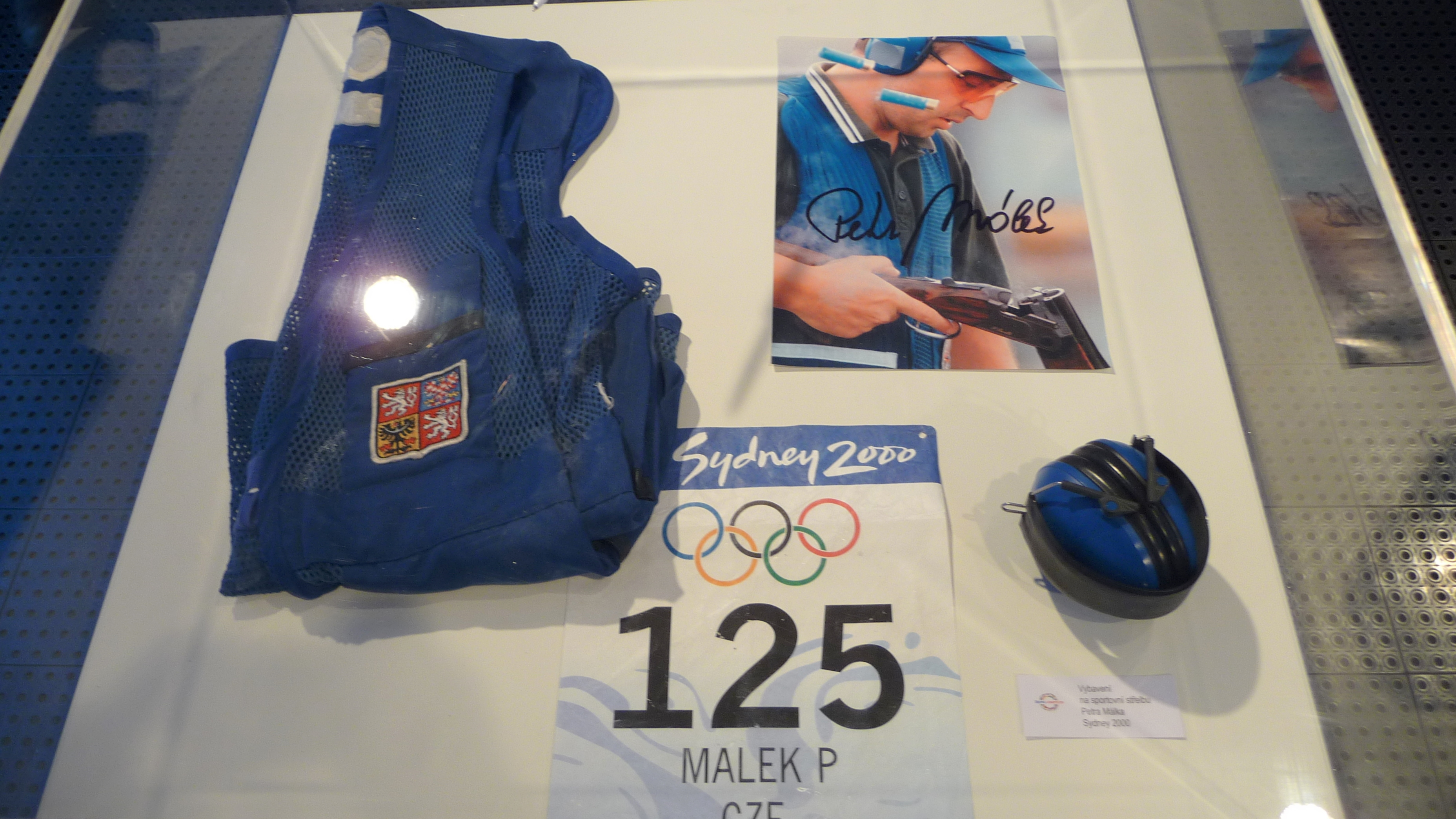
Équipement sportif de Petr Málek aux Jeux olympiques 2000 à Sydney.

Petr Málek participe aux Jeux olympiques de 2000 à Sydney et remporte la médaille d'argent dans l'épreuve du skeet.